# كيرلون
كيرلون مورا سوزا (بالبرتغالية: Kerlon Moura Souza‏)، من مواليد 27 يناير 1988 في إيباتينغا في البرازيل، وهو لاعب كرة قدم برازيلي، وهو يلعب مع نادي كروزيرو، وهو هداف بطولة أمريكا الجنوبية لتحت 17 سنة وأفضل لاعب فيها.
و كيرلون هو لاعب خط وسط مهاجم أو مهاجم ثاني، وهو يمتاز بمهارته العالية أثناء المباريات، حيث يقوم برفع الكرة إلى رأسه ويقوم بتنطيطها والركض بها على هذا النحو، وقد لقب بعد ذلك بالدلفين، وسميت حركته بركضة الدلفين.
وقع لنادي إنتر ميلان و قد أعارة الإنتر في موسم 2008 - 2009 لنادي كييفو فيرونا و في موسم 2009 - 2010 لنادي أياكس أمستردام

## روابط خارجية
- كيرلون على موقع الاتحاد الدولي (مؤرشف)  (الإنجليزية)
- كيرلون على موقع قاعدة بيانات كرة القدم.إي يو (الإنجليزية)
- كيرلون على موقع ليكيب (الفرنسية)
- كيرلون على موقع Soccerway.com (الإنجليزية)
- كيرلون على موقع عالم كرة القدم.نت (الإنجليزية)
- كيرلون على موقع كووورة